# أبو بكر بن السراج
أبو بكر محمد بن السَّرِيِّ بن سهل (؟ - 316هـ/929م)، ويُعرَف بابْنِ السَّرَّاج، من مشاهير النحاة وأئمة الأدب في بغداد، ويَعُدُّه مؤَرِّخو النحو العربي من رجال المدرسة البغدادية في النحو.

## سيرته
ولد أبو بكر محمد بن السِّري في مدينة بغداد، وفيها نشأ وترعرع وتلقى تعليمه الأولي، تتلمذ ابن السراج عند المبرد، وسمع منه كتاب سيبويه، وترك بعدها دراسة النحو لفترة وانشغل بالموسيقى، ثُمَّ عاد إلى دراسة المسائل النحوية. يُعَدُّ ابن السراج من أشهر النحاة، وبعد وفاة المبرد انتهت رئاسة النحو إليه، فكان في زمنه إمام اللغة بلا منازع، وبعد أن ذاع صيته وارتفعت شهرته في بغداد تجمَّع حوله عدد من الطلاب، واشتهر منهم أبو القاسم الزجاجي وأبو سعيد السيرافي وأبو الحسن الرماني، وجميعهم من أكابر النحاة. يُعتَبر ابن السراج من رجال المدرسة البغدادية، وهو التيار الذي يوازن بين آراء نحاة الكوفة والبصرة، غير أنَّه كان يميل إلى النحو البصري أكثر، ويعود ذلك إلى تأثير أستاذه المبرد الذي يُعدُّ من قامات المنهج البصري. ألَّفَ ابن السراج عدداً من الكتب، وأشهر مؤلفاته كتاب «الأصول في النحو» وهو يُعدُّ أول كتاب في أصول النحو، ويقال: «ما زال النحو مجنوناً حتى عقله ابن السراج بأصوله». تُوفِّي أبو بكر بن السراج في 316 من التقويم الهجري وهو ما يزال في شبابه. له بضع قصائد متناثرة بين الكتب لم تُجمع في ديوان.

## مؤلفاته
تُنسَب إليه المؤلفات التالية:
- «الأصول في النحو».
- «شرح كتاب سيبويه».
- «الشعر والشعراء».
- «الخط والهجاء».
- «المواصلات والمذكرات» (في الأخبار).
- «الموجز في النحو».
- «العروض» (توجد مخطوطة من هذا العمل في خزانة الرباط).
- «احتجاج القراء في القراءة»
- «الاشتقاق»